# San Patrizio vescovo d'Irlanda
San Patrizio vescovo d'Irlanda è un dipinto del 1746 di Giambattista Tiepolo per la chiesa di San Giovanni di Verdara, conservato oggi nei Musei civici di Padova.

## Descrizione
Raffigura San Patrizio vescovo su un piedistallo di marmo, in veste da pontefice e la mano sinistra rivolta verso l'alto, mentre guarisce un infermo.Dipinse la pala d'altare per i canonici regolari lateranensi a S. Giovanni di Verdara, a Padova, che veneravano il santo come membro del loro stesso ordine, non gli fu facile trovare il modo di trasmettere la santità di questa figura raramente rappresentata. Fece dunque vari tentativi, eseguendo un consistente gruppo di disegni a penna e inchiostro con possibili composizioni raffiguranti il santo che risana un giovane, mentre predica ed esorcizza un demone, prima di inventare una splendida immagine compatta che compendia tutti questi concetti.